# Mistrzostwa świata juniorów w judo
Mistrzostwa świata juniorów w judo − zawody organizowane co rok (z przerwami) pod egidą Międzynarodowej Federacji Judo (IJF). Startują w nich zawodnicy w wieku juniorskim (poniżej 21 lat). Mistrzostwa odbywają się od 1974 roku.

## Mistrzostwa
- 1974:  Rio de Janeiro
- 1976:  Madryt
- 1983:  Mayagüez
- 1986:  Rzym
- 1990:  Dijon
- 1992:  Buenos Aires
- 1994:  Kair
- 1996:  Porto
- 1998:  Cali
- 2000:  Nabul
- 2002:  Czedżu
- 2004:  Budapeszt
- 2006:  Santo Domingo
- 2008:  Bangkok
- 2009:  Paryż
- 2010:  Agadir
- 2011:  Kapsztad
- 2013:  Lublana
- 2014:  Fort Lauderdale
- 2015:  Abu Zabi
- 2017:  Zagrzeb
- 2018:  Nassau